# Airco DH.10
L'Airco DH.10 Amiens, identificato dopo il 1920 come de Havilland DH.10 Amiens, fu un bombardiere medio bimotore biplano sviluppato dall'azienda britannica Aircraft Manufacturing Company (Airco) nei tardi anni dieci del XX secolo e prodotto, oltre che dalla stessa, dalla nuova realtà aziendale che la sostituì.
Sviluppo del precedente DH.3 portato in volo per la prima volta nel 1916, sebbene realizzato in numerosi esemplari venne avviato alla produzione troppo tardi per entrare massicciamente in servizio durante la prima guerra mondiale venendo utilizzati principalmente dalla Royal Air Force (RAF) nelle ultime fasi e dopo il termine del conflitto.

## Storia del progetto
Il DH.10 fu progettato da Geoffrey de Havilland per soddisfare i requisiti della Air Board A.2.b circa la realizzazione di un bombardiere diurno singolo o bimotore. Il velivolo fu basato sul precedente bombardiere Airco DH.3, che volò per la prima volta nel 1916, ma che fu respinto dal War Office perché si riteneva che il bombardamento strategico fosse ineffiicente come la configurazione a due motori gemelli.
Il primo prototipo, equipaggiato con due motori Siddeley Puma da 186 kW in configurazione spingente, venne portato in volo per la prima volta il 4 marzo 1918. Inviato alla commissione di valutazione della RAF tuttavia, il rendimento di questo prototipo si dimostrò ben al di sotto delle aspettative raggiungendo, alla quota di 4 572 m con il carico di bombe al completo, una velocità massima pari a solo 145 km/h. Le prestazioni espresse furono giudicate insufficienti per risultare efficace in un contesto operativo e per ovviare al problema fu necessario avviare una revisione del progetto originale adottando una nuova motorizzazione dalla maggior potenza ed installati in configurazione traente.
Il secondo prototipo, identificato come Amiens Mark II ed equipaggiato con due motori Rolls-Royce Eagle VIII da 268 kW, volò per la prima volta nell'aprile del 1918 riuscendo a sviluppare prestazioni di molto superiori e dimostrando di essere a pieno carico più veloce del DH.9A nonostante il DH.10 riuscisse a trasportare un carico bellico in bombe da caduta superiore del doppio. La scarsa disponibilità dei motori Eagles però condizionò la possibilità di avviare il Mark II ad una produzione in serie, pertanto si dovette ricorrere ad una terza fase di sviluppo, versione poi diventata quella definitiva ed identificata come Amiens Mark III, che utilizzava i motori di progettazione statunitense Liberty L-12 più facilmente reperibili sul mercato. A seguito dell'esito finalmente positivo delle prove in volo venne emesso un ordine per 1 291 esemplari destinati ai reparti di bombardamento della Royal Ari Force.

## Impiego operativo
I primi esemplari del DH.10 furono consegnati al No. 104 Squadron RAF nel novembre 1918 e impiegati in un'unica missione di bombardamento il 10 novembre dello stesso anno; successivamente l'armistizio pose fine alla Grande Guerra. Nel dopoguerra l'aereo fu utilizzato dal No. 120 Squadron RAF per effettuare consegne di posta indirizzata all'esercito di occupazione stanziato sul Reno. Il DH.10 venne destinato anche dal No. 97 Squadron RAF di stanza in India come supporto al Royal Army sulla frontiera di Nord-Ovest ed impiegato in missioni di bombardamento nel corso della terza guerra anglo-afghana. Il No. 216 Squadron RAF, stanziato in Egitto, venne anch'esso equipaggiato con gli DH.10 alcuni dei quali utilizzati per il servizio di posta aerea tra Il Cairo e Baghdad.

## Versioni
Amiens I
prototipo, versione equipaggiata con due motori Siddeley Puma in configurazione spingente.
Amiens II
prototipo, equipaggiato con due motori Rolls-Royce Eagle in configurazione traente.
Amiens III
versione definitiva avviata alla produzione in serie, equipaggiata con due motori Liberty L-12 in configurazione traente posti tra le ali e realizzata in 221 esemplari.
Amiens IIIA
sviluppo del Mark III, caratterizzato dallo spostamento dei motori sotto l'ala inferiore, realizzato in 32 esemplari ed identificato successivamente come DH.10A.
Amiens IIIC
versione equipaggiata con motori Rolls-Royce Eagle realizzata per sopperire all'eventuale carenza nella disponibilità di motori Liberty, realizzato in 5 esemplari ed identificato successivamente come DH.10C.

## Utilizzatori

### Militari
Regno Unito
- Royal Air Force

### Civili
Regno Unito
- Aircraft Transport and Travel Ltd, un solo esemplare distrutto in un incidente nell'Aprile 1920.[7]

 Stati Uniti
- Un solo esemplare utilizzato per posta aerea dall'US Post Office sulla rotta New York - Cleveland - Omaha nel 1920.[8]